# Saulius Klevinskas
Saulius Klevinskas (ur. 2 kwietnia 1984 w Mariampolu) – litewski piłkarz występujący na pozycji bramkarza. 

## Kariera sportowa
W reprezentacji Litwy zadebiutował w 2006 roku. Do tej pory rozegrał w niej jedno spotkanie (stan na 1 maja 2012).